# Lathys maculina
Lathys maculina là một loài nhện trong họ Dictynidae.
Loài này thuộc chi Lathys. Lathys maculina được Willis J. Gertsch miêu tả năm 1946.